# Patricia Donnelly
Patricia Donnelly Harris (Durand, 30 ottobre 1919 – 25 ottobre 2009) è stata una modella statunitense, eletta Miss America 1939. È stata l'ultima Miss America ad essere incoronata presso il Boardwalk Hall.
Nel 1948 sposò Robin Harris, dal quale ha avuto due figli, Amanda & Stephen. Patricia Donnelly è morta il 25 ottobre 2009 all'età di ottantanove anni.